# Дискурсивна теорія гегемонії Лаклау — Муфф
Дискурсивна теорія гегемонії Лаклау — Муфф — політико-філософська концепція, розроблена Ернесто Лаклау і Шанталь Муфф. Спочатку була представлена в книзі «Гегемонія і соціалістична стратегія» (1985), а потім розгорнута в ряді публікацій і новому виданні книги 2001 року. Теорія знаходиться на стику постмарксизму і постструктуралізму. Концепція розглядається як серйозна критика з постструктуралістських позицій можливостей використання метатеорій в соціальних науках.

## Витоки концепції і методологія
В умовах загальної кризи лівої думки 1970-х років, краху ортодоксального марксизму і поширення концепту «політики ідентичності» автори поставили перед собою завдання намітити теоретичне обгрунтування лівої політики в умовах правого повороту:74.
Ядром теорії є концепт культурної гегемонії Антоніо Грамші, початок якої було закладено в роботах 1920-х років. Важливим джерелом є поняття ідеології в трактуванні Луї Альтюссера:3538. В теорії Лаклау — Муфф оригінальний концепт гегемонії позбавляється від класового аспекту і синтезується з іншими напрямками — автори звертаються за методичними принципами до постструктуралізму (перш за все до деконструкції Дерріда), а також до Лаканівського поняття суб'єкта. Мішенню для критики є політика ідентичності, і виходячи з цього вибудовується концепт політичного. За основу береться формула Дерріда «все є дискурс». Дискурс в трактуванні Лаклау та Муфф — це спосіб формування і організації соціального життя, фактично — сукупність будь-яких соціальних практик. Всі практики апріорі дискурсивні і відображаються в мові через значення. Це постструктуралістське поняття дискурсу бере початок у роботах Ролана Барта, Мішеля Фуко та Жака Дерріди:74. В основі поняття лежить неможливість безпосереднього пояснення явища, тобто прямого доступу до феномену (феноменологія), референта (аналітична філософія ) і знаку (структуралізм).

## Основні положення
Політичне є фундаментальним виміром, що передує громадському:370. Політика є частиною дискурсивної практики і способом формування і зміни соціального світу. Суспільства як об'єктивного явища не існує, воно знаходиться в постійному становленні (наприклад, становлення єдиної нації). Протиріччя між універсальним і частковим принципово нерозв'язне, а, отже, об'єктивне існування суспільства неможливо.
Заперечується універсалістська раціональність Просвітництва (у вигляді теорій Габермаса і Роулза), але також заперечується і партикуляризм постмодерну (Ліотар та Бодрійяр):405. Заперечується і об'єктивне існування класових інтересів. Універсальне (ціле) необхідно, але розуміється як постійний в своєму становленні політичний процес.
Теорія вибудовується навколо наступних основних понять:79: артикуляція, антагонізм, суб'єкт, гегемонія.
Артикуляція — формування структурованих дискурсів. Артикуляція пов'язує їх елементи, але цей процес принципово не завершений. Даний процес відбувається у відкритому полі дискурсивності. Дискурс прагне до фіксації, центрування, однак оскільки значення завжди зберігають якусь плинність, чітка фіксація дискурсу як «сутності» неможлива, більш того, виникає тенденція до розсіювання значень, а, значить, до підриву дискурсивних практик і соціальних систем.
Поняття антагонізму є ключовим елементом теорії:405. Антагонізм означає постійну негативність і відсутність позитивності учасників антагонізму, що тягне неможливість формування об'єктивності. Негативізм і об'єктивність несумісні. Антагонізм є кордоном всякої об'єктивності:405 і розуміється не як боротьба або протистояння, а, скоріше, як постійне заперечення іншого дискурсу і визначення себе негативним чином. Антагонізм призводить до неможливості завершити роботу над оформленням суспільства.
Індивід розуміється в Лаканівській традиції, як початково неповноцінний. Суб'єкт — не людина, а позиція в дискурсі. Займаючи позицію, індивід стає суб'єктом. У сучасному світі суб'єкт прагне стати радикальним суб'єктом — по суті посередником між реальністю і міфом. Сучасна реальність схильна до постійних розривів, які треба штучно заповнити, і ці дірки заповнює міф. Таким чином, радикальний суб'єкт є міф. Оскільки міф є альтернатива реальності, метафора, то, значить, радикальний суб'єкт є метафора. Міф постійно оновлюється, а, значить, радикальний суб'єкт може оновлюватися нескінченно. При нескінченному оновленні включається соціальне уявне — так формуються метафори «Тисячолітнє царство», «Просвітництво», «майбутній комунізм» і т. д.:83—84.
Серед дискурсивних практик (а всі практики апріорі дискурсивні) на різних етапах виділяються центри гегемонії, які виникають з приватного і займають місце універсального на певний час. Формування гегемонії завжди носить політичний характер:405. Ніякого універсального (цілого) спочатку не існує. Гегемонія виникає не завжди. Для виникнення гегемонії необхідна наявність оформлених антагоністичних сил і здатність елементів цих сил переміщатися з однієї сили в іншу. За відсутності другої умови гегемонія не виникне. Жодна гегемонія не вічна. Таким чином, соціальні системи змінюють один одного випадковим, хаотичним чином. Соціальні системи по суті випадкові, але це означає не відсутність будь-якої логіки всередині соціальних систем (оскільки індивід завжди перебуває в конкретних ситуаціях), а постулювання неможливості точного обґрунтування існування будь-якої соціальної системи:78—79

## Агоністична демократія
На підставі своєї теорії Лаклау і Муфф запропонували проект радикальної демократії, згідно з яким поняття політичного «ворога» (в традиції Карла Шмітта) слід замінити на поняття «суперника». Радикальна демократія передбачає збереження основних демократичних правил, але при цьому суперники по-різному їх інтерпретують для здійснення соціальних змін. У такій політичній боротьбі відбуваються антагоністичні процеси в гендерному, етнічному, національному дискурсі. Цей підхід називають агонізмом.

## Вплив
Концепція справила великий вплив на теорію соціальних рухів і постколоніальні дослідження й фактично ознаменувала собою появу постмарксизму як напряму в соціальних науках:LXXXVIII.

## Оцінка
На думку Славоя Жижека, концепція Лаклау та Муфф є чимсь більшим, ніж просто застосуванням постструктуралізму до політичного виміру. Новизна теорії, за Жижеком, полягає в концептуальній схожості поняття Реального у Жака Лакана з поняттям антагонізму у Лаклау — Муфф і в можливості його використання для вивчення суспільства та ідеології. Жижек трактує політичний проект Лаклау — Муфф як заснований на «етиці Реального» — етиці зіткнення суб'єкта з власною неповноцінністю, яка не може бути змінена в принципі.